# Molophilus (Molophilus) japetus
Molophilus (Molophilus) japetus is een tweevleugelige uit de familie steltmuggen (Limoniidae). De soort komt voor in het Oriëntaals gebied.